# Giovanni Bausan (1928)
Giovanni Bausan – włoski okręt podwodny z okresu międzywojennego i II wojny światowej, jedna z czterech jednostek typu Pisani. Okręt wypierał 880 ton w położeniu nawodnym i 1058 ton pod wodą, a jego główną bronią było dziewięć torped kalibru 533 mm wystrzeliwanych z sześciu wewnętrznych wyrzutni. Jednostka rozwijała na powierzchni prędkość 15 węzłów, osiągając zasięg 4230 Mm przy prędkości 9,3 węzła.
Okręt został zwodowany 24 marca 1928 roku w stoczni Cantiere Navale Triestino w Monfalcone, a w skład Regia Marina wszedł 15 września 1929 roku. Nazwę otrzymał na cześć Giovanniego Bausana – oficera floty Królestwa Obojga Sycylii z przełomu XVIII i XIX wieku. Pełnił służbę na Morzu Śródziemnym, biorąc udział m.in. w wojnie domowej w Hiszpanii i kampanii śródziemnomorskiej. Jednostka została wycofana z czynnej służby 18 maja 1942 roku, po czym służyła jako pływająca barka paliwowa pod oznaczeniem GR 251. Okręt został złomowany w 1946 roku.

## Projekt i budowa
Budowane przez Włochy w okresie przed i w trakcie I wojny światowej okręty podwodne były małymi jednostkami przeznaczonymi do działań na Adriatyku, przeciwko Austro-Węgrom. Zmiana sytuacji międzynarodowej spowodowała konieczność wymiany posiadanych okrętów na pełnomorskie, o dużym zasięgu, mogące działać przeciw Marine nationale czy Royal Navy. Przyjęty przez Włochy program zbrojeniowy z lat 1923–1924 zakładał zbudowanie okrętów o łącznej wyporności 36 568 ton, na co miały się składać dwa krążowniki ciężkie („Trento” i „Trieste”), niszczyciele typów Sauro i Turbine oraz okręty podwodne typów Balilla, Mameli i Pisani. Projekty trzech typów okrętów podwodnych powstały w tym samym czasie, w celu porównania ich charakterystyk i stworzenia na podstawie doświadczeń eksploatacyjnych docelowych typów dla włoskiej floty podwodnej. Jednostki typu Pisani zaprojektowali inżynierowie: pułkownik Curio Bernardis i major Rodolfo Tito Tizzoni w czerwcu 1924 roku. Przyjęto konstrukcję jednokadłubową, z powiększonymi w stosunku do typu Mameli zbiornikami paliwa. Problemem była jednak słaba stateczność okrętów. Rozwiązano go, instalując zewnętrzne siodłowe zbiorniki balastowe, co jednak zmniejszyło osiąganą prędkość maksymalną (z projektowanych 17,3 węzła na powierzchni do 15 węzłów i podwodną z 8,8 do 8,2 węzła) .
Okręt zbudowany został w stoczni Cantiere Navale Triestino w Monfalcone (numer stoczniowy 152) . Stępkę jednostki położono 27 stycznia 1926 roku, a zwodowana została 24 marca 1928 roku. Nazwę otrzymał na cześć oficera floty Królestwa Obojga Sycylii z przełomu XVIII i XIX wieku, Giovanniego Bausana  . Dewizą jednostki była maksyma Per i mari in cerca del nemico (pol. za morza w poszukiwaniu wroga) .

## Dane taktyczno-techniczne

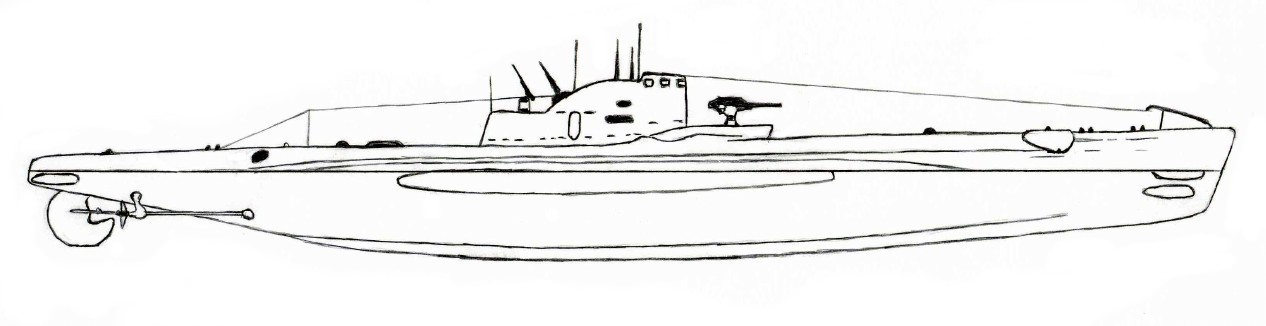
Rzut boczny okrętu typu Pisani

„Giovanni Bausan” był średniej wielkości oceanicznym okrętem podwodnym o konstrukcji jednokadłubowej . Długość całkowita wynosiła 68,2 metra, szerokość – 6,09 metra, a zanurzenie – 4,93 metra. Wyporność normalna w położeniu nawodnym wynosiła 880 ton, a w zanurzeniu 1058 ton. Okręt napędzany był na powierzchni przez dwa silniki wysokoprężne Tosi o łącznej mocy 3000 KM. Napęd podwodny zapewniały dwa silniki elektryczne CGE o łącznej mocy 1100 KM. Dwuśrubowy układ napędowy pozwalał osiągnąć prędkość 15 węzłów na powierzchni i 8,2 węzła w zanurzeniu. Zasięg wynosił 4230 Mm przy prędkości 9,3 węzła w położeniu nawodnym (lub 1600 Mm przy prędkości 17,1 węzła) oraz 70 Mm przy prędkości 4 węzłów w zanurzeniu (lub 7 Mm przy prędkości 8,2 węzła). Zbiorniki paliwa mieściły 70 ton oleju napędowego . Dopuszczalna głębokość zanurzenia wynosiła 100 metrów .
Okręt wyposażony był w sześć stałych wyrzutni torped kalibru 533 mm: cztery na dziobie i dwie na rufie, z łącznym zapasem dziewięciu torped . Uzbrojenie artyleryjskie stanowiło zainstalowane na podeście przed kioskiem pojedyncze działo pokładowe kalibru 102 mm Schneider–Armstrong 1914-15 L/35 z zapasem 168 naboi  . Masa działa z zamkiem wynosiła 1,22 tony (całego stanowiska 5 ton), kąt podniesienia lufy wynosił od -5° do 45°, masa naboju 13,74 kg, prędkość początkowa pocisku 750 m/s, donośność 11 700 metrów przy maksymalnym kącie podniesienia, a szybkostrzelność 7 strz./min. Broń przeciwlotniczą stanowiły umieszczone na kiosku dwa pojedyncze wielkokalibrowe karabiny maszynowe Breda M1931 kalibru 13,2 mm L/76 z zapasem 3000 naboi  . Masa karabinu wynosiła 47,5 kg, kąt podniesienia lufy wynosił od -10° do 80°, masa naboju 0,125 kg, prędkość początkowa pocisku 790 m/s, donośność maksymalna 6000 metrów (skuteczna 2000 metrów), a szybkostrzelność 500 strz./min. Jednostka wyposażona też była w hydrofony .
Załoga okrętu składała się z 4–5 oficerów oraz 44 podoficerów i marynarzy.

## Służba
„Giovanni Bausan” został wcielony do służby w Regia Marina 15 września 1929 roku. Okręt rozpoczął służbę na Morzu Śródziemnym, wchodząc w skład 5 eskadry (wł. Squadriglia) okrętów podwodnych średniego zasięgu Flotylli stacjonującej w Neapolu (wraz z siostrzanymi „Vettor Pisani”, „Marcantonio Colonna” i „Des Geneys”) . 14 listopada 1929 roku otrzymał flagę bojową ufundowaną przez mieszkańców Gaety . W marcu 1930 roku jednostka zanurzyła się na głębokość 105 metrów . We wrześniu cała eskadra odbyła długi rejs po Morzu Śródziemnym, odwiedzając porty w Grecji i docierając do Dodekanezu . Podczas rejsu szkoleniowego po Morzu Śródziemnym, w nocy z 2 na 3 maja 1932 roku jednostka osiadła na mieliźnie w Cieśninie Bonifacio; okręt zszedł z niej o własnych siłach o godzinie 4:36 3 maja .
W 1935 roku 5 eskadra okrętów podwodnych średniego zasięgu, w której służyły jednostki typu Pisani, została przeniesiona do La Spezia, wchodząc w skład 1. Flotylli (wł. Gruppo) okrętów podwodnych . W 1936 roku okręty typu Pisani przebazowano na Leros, gdzie utworzyły 2 eskadrę 6. Flotylli okrętów podwodnych . Podczas wojny domowej w Hiszpanii „Giovanni Bausan” wykonał misję specjalną, nie wchodząc w kontakt z wrogiem . W 1938 roku okręty typu Pisani przebazowano do Mesyny, gdzie weszły w skład 31 eskadry 3. Flotylli okrętów podwodnych .
10 czerwca 1940 roku, w momencie ataku Włoch na Francję, okręt nadal znajdował się w składzie 31 eskadry okrętów podwodnych 3. Flotylli w Mesynie (wraz z siostrzanymi „Vettor Pisani”, „Marcantonio Colonna” i „Des Geneys”) . Dowództwo jednostki sprawował kmdr ppor. (wł. capitano di corvetta) Francesco Murzi  . Od 12 czerwca „Giovanni Bausan” został wysłany na wody Cieśniny Sycylijskiej nieopodal Malty, dołączając do „Benedetto Brina” . 13 czerwca 1940 roku, podczas powrotu do Augusty, „Giovanni Bausan” dzięki manewrowi uniknął wystrzelonej przez wrogi okręt podwodny torpedy  . Między 20 a 24 czerwca został wysłany z rejonu Dodekanezu w celu sprawdzenia wód wokół Andikitiry, jednak z powodu poważnego uszkodzenia przednich sterów głębokości został zmuszony do przerwania misji i powrotu do bazy . Od 14 do 21 lipca 1940 roku okręt udał się na wody między wyspą Pantelleria a Capo Bon, lecz znów został zmuszony do przerwania zadania z powodu poważnego uszkodzenia silników elektrycznych  .
We wrześniu ze względu na zużycie „Giovanni Bausan”, „Vettor Pisani” i „Des Geneys” zostały przeniesione do Szkoły Okrętów Podwodnych w Poli. Do tego czasu okręt przeprowadziła trzy rejsy operacyjne i pięć przejść między portami krajowymi, pokonując łącznie 2593 mil na powierzchni i 198 mil w zanurzeniu . Od 1 stycznia do 8 października 1941 roku przeprowadził na wodach północnego Adriatyku 90 rejsów szkoleniowych  .
18 maja 1942 roku wysłużony okręt został rozbrojony i wycofany z czynnej służby . Następnie jednostka służyła jako pływająca barka paliwowa pod oznaczeniem GR 251  .
Okręt został skreślony z listy floty i przekazany do złomowania 18 października 1946 roku  .